# کمپ میکر (کالیفرنیا)
کمپ میکر (به انگلیسی: Camp Meeker) یک منطقهٔ مسکونی در ایالات متحده آمریکا است که در شهرستان سونوما، کالیفرنیا واقع شده‌است. کمپ میکر ۱۰۱ متر بالاتر از سطح دریا واقع شده‌است.